# Mikołaj Gryfita
Mikołaj Gryfita (zm. 1202) – wojewoda krakowski, regent w imieniu małoletniego księcia Leszka Białego.

## Życiorys
Pochodzenie Mikołaja jest dyskusyjne. Często podaje się, iż należał on do możnowładczego rodu Gryfitów-Świebodziców, podczas gdy Jan Długosz uważał, że należy on do rodu Lisów. Oba rody były blisko spokrewnione (prawdopodobnie miały wspólnego przodka w linii męskiej i to w czasie nieodległym od okresu życia Mikołaja) i ówcześnie zapewne były traktowane jako jedna rodzina. A zatem, jeśli Mikołaj był Lisem, mógł być i tak uważany za członka kręgu rodowego Gryfitów.
Za panowania w Krakowie Kazimierza Sprawiedliwego Mikołaj został mianowany wojewodą krakowskim. Po śmierci księcia Kazimierza w 1194 Mikołaj wraz z biskupem krakowskim Pełką oraz wdową po Kazimierzu Heleną objął rządy regencyjne w imieniu małoletniego Leszka Białego.
W 1195, zebrawszy rycerstwo małopolskie i otrzymawszy wsparcie od księcia halickiego Romana, stawił opór chcącemu opanować tron krakowski bratu Kazimierza, Mieszkowi Staremu i zmusił go do odwrotu w bitwie nad Mozgawą 13 września 1195. Po tym wydarzeniu wraz z biskupem Pełką sprawował faktyczne rządy w Małopolsce. Tymczasem księżna Helena, którą wspierał wojewoda sandomierski Goworek, porozumiała się z Mieszkiem Starym, któremu umożliwiła opanowanie Krakowa w 1198 w zamian za uznanie Leszka Białego za swego następcę w tej dzielnicy. Mieszko został wkrótce usunięty, jednak powrócił jeszcze na tron krakowski, który piastował do swej śmierci, można przypuszczać, że za porozumieniem z Mikołajem i Pełką.
W 1202, po śmierci Mieszka Starego, Mikołaj jako przywódca możnych małopolskich udał się z poselstwem do Sandomierza do Leszka Białego, oferując mu tron krakowski, pod warunkiem usunięcia przezeń ze swego otoczenia Goworka. Mikołaj obawiał się bowiem, że pojawienie się w Krakowie Goworka, mającego duży wpływ na księcia, spowoduje odsunięcie w cień jego samego i całego rodu Gryfitów. Wobec odmowy spełnienia tego warunku przez Leszka możni oddali tron krakowski Władysławowi Laskonogiemu. W tym samym 1202 zmarł Mikołaj, co dało ostatecznie możliwość objęcia tronu krakowskiego przez Leszka, choć Goworek nie otrzymał opróżnionego stanowiska wojewody krakowskiego, a jedynie kasztelana.

## Literatura
- Jerzy Wyrozumski: Mikołaj (zm. 1202). [W:] Polski Słownik Biograficzny. T. XXI. Wrocław, 1976, s. 80-82.
- Jerzy Wyrozumski: Historia Polski do roku 1505. Warszawa, 1984.
- Jerzy Wyrozumski: Dzieje Krakowa. Tom 1: Kraków do schyłku wieków średnich, Kraków, 1992.
- Henryk Samsonowicz: Leszek Biały. [w:] Poczet królów i książąt polskich. Warszawa, 1991.